# Liste des joueurs du RWDM Brussels FC
Cette liste reprend les joueurs de football qui ont évolué au Football Club Brussels depuis la fondation du club jusqu'à sa disparition en 2014. Elle comporte actuellement 431 joueurs. Seuls les joueurs du club porteur du matricule 1936 sont repris dans cette liste. Au cours de l'Histoire, ce club a porté le nom de :
- Strombeek Football Club (1932-1958)
- KFC Strombeek (1958-2003)
- Football Club Molenbeek Brussels Strombeek (2003)
- Football Club Brussels (2003-2013)
- RWDM Brussels FC (2013-2014)

Les joueurs de l'ancien Racing White Daring de Molenbeek (matricule 47) ne doivent pas être ajoutés à cette liste.
- Haut – A
- B
- C
- D
- E
- F
- G
- H
- I
- J
- K
- L
- M
- N
- O
- P
- Q
- R
- S
- T
- U
- V
- W
- X
- Y
- Z

## A
| Joueur                | Nationalité | Position       | Date de naissance | Période(s) | Matches (dont D1) | Buts | Jaunes | Rouges |
| --------------------- | ----------- | -------------- | ----------------- | ---------- | ----------------- | ---- | ------ | ------ |
| Redouan Aalhoul       | Belgique    | ?              | 6/04/1992         | 2012-2013  | 0 (0)             | 0    | 0      | 0      |
| Abdelatief Abied      | Belgique    | ?              | 4/06/1968         | 1988-1989  | 0 (0)             | 0    | 0      | 0      |
| David Abrams          | Belgique    | ?              | 19/11/1978        | 1999-2000  | 1 (0)             | 0    | 0      | 0      |
| Mario Aelbrecht       | Belgique    | Gardien de but | 30/05/1970        | 1996-1997  | 1 (0)             | 0    | 0      | 0      |
| Hassan Afkir          | Belgique    | ?              | 8/08/1972         | 1991-1995  | 76 (0)            | 2    | 4      | 0      |
| Jean-Louis Akpa-Akpro | France      | Attaquant      | 4/01/1985         | 2007-2008  | 3 (3)             | 0    | 0      | 0      |
| Kristoffer Andersen   | Belgique    | Défenseur      | 9/12/1985         | 2005-2007  | 25 (25)           | 1    | 4      | 0      |
| Marko Andić           | Serbie      | ?              | 14/12/1983        | 2007-2008  | 12 (12)           | 0    | 1      | 0      |
| Mohammed Aoulad       | Belgique    | Attaquant      | 29/08/1991        | 2010-2012  | 42 (42)           | 10   | 2      | 0      |
| Christophe Archambeau | Belgique    | ?              | 5/07/1991         | 2009-2011  | 18 (18)           | 0    | 2      | 0      |
| Olivier Arrasse       | Belgique    | Gardien de but | 28/03/1980        | 1998-2001  | 7 (0)             | 0    | 0      | 0      |
| Zanzan Atte-Oudeyi    | Togo        | Défenseur      | 2/09/1980         | 2006-2008  | 29 (29)           | 1    | 5      | 1      |
| Jan Augustus          | Belgique    | ?              | 24/07/1963        | 1989-1991  | 12 (0)            | 1    | 4      | 0      |
| Emre Aydemir          | Belgique    | ?              | 19/04/1996        | 2013-2014  | 0 (0)             | 0    | 0      | 0      |

## B
| Joueur                            | Nationalité | Position          | Date de naissance | Période(s) | Matches (dont D1) | Buts | Jaunes | Rouges |
| --------------------------------- | ----------- | ----------------- | ----------------- | ---------- | ----------------- | ---- | ------ | ------ |
| Dries Baert                       | Belgique    | ?                 | 22/02/1981        | 2001-2002  | 3 (0)             | 0    | 0      | 0      |
| Cédric Baes                       | Belgique    | ?                 | 30/01/1989        | 2007-2008  | 1 (1)             | 0    | 0      | 0      |
| Loïc Baguet                       | Belgique    | ?                 | 24/02/1997        | 2012-2013  | 2 (0)             | 0    | 0      | 0      |
| Cyprien Baguette                  | Belgique    | Gardien de but    | 12/05/1989        | 2013       | 7 (0)             | 0    | 0      | 0      |
| Dennis Baino                      | Suriname    | Milieu de terrain | 12/01/1975        | 1996-1998  | 36 (0)            | 8    | 3      | 0      |
| Frederik Bajart                   | Belgique    | ?                 | 31/01/1975        | 1997-1998  | 4 (0)             | 0    | 1      | 1      |
| Adrian Bakalli                    | Belgique    | Milieu de terrain | 22/11/1976        | 2002-2003  | 27 (0)            | 2    | 5      | 0      |
| Philippe Balis                    | Belgique    | ?                 | 27/02/1962        | 1986-1987  | 0 (0)             | 0    | 0      | 0      |
| Sambegou Bangoura                 | Guinée      | Attaquant         | 3/04/1982         | 2006-2007  | 12 (12)           | 3    | 2      | 0      |
| Bruno Baras                       | Belgique    | ?                 | 1/02/1992         | 2011-2012  | 18 (18)           | 0    | 1      | 0      |
| Steve Barbé                       | Belgique    | Milieu de terrain | 15/01/1979        | 2002-2003  | 23 (0)            | 3    | 3      | 1      |
| Samir Barrani                     | Belgique    | ?                 | 5/10/1989         | 2006-2008  | 0 (0)             | 0    | 0      | 0      |
| Serge Beerens                     | Belgique    | ?                 | 18/05/1972        | 2000-2003  | 68 (0)            | 24   | 6      | 1      |
| Vincenzo Bellia                   | Belgique    | ?                 | 6/06/1991         | 2013       | 12 (0)            | 0    | 0      | 1      |
| Souhaieb Ben r'haiem              | Belgique    | ?                 | 9/01/1980         | 1997-2001  | 24 (0)            | 0    | 1      | 0      |
| Henriques-Patricio Bengui-Dombaxe | Belgique    | ?                 | 10/11/1986        | 2005-2007  | 1 (1)             | 0    | 0      | 0      |
| Karim Benliou                     | Belgique    | ?                 | 6/08/1991         | 2010-2011  | 0 (0)             | 0    | 0      | 0      |
| Soufiane Benzouien                | Maroc       | Défenseur         | 11/08/1986        | 2006-2007  | 5 (5)             | 0    | 1      | 0      |
| Thierry Berghmans                 | Belgique    | Gardien de but    | 7/11/1972         | 2010-2011  | 0 (0)             | 0    | 0      | 0      |
| Edenilson Bergonsi                | Brésil      | Milieu de terrain | 13/09/1987        | 2010-2011  | 11 (11)           | 2    | 1      | 0      |
| Mohamed Berthé                    | France      | ?                 | 12/09/1972        | 2001-2002  | 25 (0)            | 11   | 2      | 2      |
| Hakan Bilgic                      | Belgique    | ?                 | 30/10/1992        | 2011-2014  | 4 (4)             | 0    | 1      | 0      |
| Michaël Blanc                     | Belgique    | ?                 | 11/09/1988        | 2008-2010  | 14 (14)           | 0    | 0      | 0      |
| Freddy Boghemans                  | Belgique    | ?                 | 20/09/1950        | 1984-1985  | 0 (0)             | 0    | 0      | 0      |
| Issey Ekamba Bokalagonda          | Belgique    | ?                 | 8/02/1996         | 2013-2014  | 7 (0)             | 0    | 0      | 0      |
| Ismaël Bolzoni                    | Belgique    | ?                 | 25/01/1987        | 2006-2007  | 0 (0)             | 0    | 0      | 0      |
| Mobutu-Sese Bomboko               | Belgique    | ?                 | 13/03/1981        | 2002-2003  | 2 (0)             | 0    | 0      | 0      |
| Olivier Bonnes                    | Niger       | Milieu de terrain | 7/02/1990         | 2012-2013  | 0 (0)             | 0    | 0      | 0      |
| Kévin Borlee                      | Belgique    | ?                 | 28/09/1983        | 2002-2003  | 1 (0)             | 0    | 0      | 0      |
| Paul Bouchez                      | Belgique    | ?                 | 9/07/1969         | 1988-1992  | 46 (0)            | 3    | 7      |        |
| Hakim Bouchouari                  | Belgique    | Attaquant         | 25/09/1978        | 2006-2007  | 10 (10)           | 3    | 0      | 0      |
| Brahim Boujouh                    | Belgique    | Attaquant         | 29/03/1986        | 2010-2011  | 5 (5)             | 0    | 0      | 0      |
| Indiana Bourguignon               | Belgique    | ?                 | 3/08/1991         | 2009-2011  | 11 (11)           | 1    | 1      | 0      |
| Hamid Bouyfoulkitne               | Belgique    | ?                 | 11/04/1989        | 2013-2014  | 29 (0)            | 2    | 6      | 0      |
| Xavier Bravo Garcia               | Belgique    | Gardien de but    | 27/10/1975        | 1995-1996  | 5 (0)             | 0    | 0      | 0      |
| Christ Bruno                      | Belgique    | ?                 | 8/04/1977         | 2002-2008  | 158 (126)         | 7    | 21     | 3      |
| Jonathan Buatu                    | Angola      | Défenseur         | 27/09/1993        | 2013       | 1 (0)             | 0    | 0      | 0      |
| Christophe Buekens                | Belgique    | Gardien de but    | 19/03/1979        | 2001-2003  | 1 (0)             | 0    | 0      | 0      |
| Yves Buelinckx                    | Belgique    | Attaquant         | 22/06/1972        | 2002-2003  | 29 (0)            | 15   | 4      | 0      |
| Eddy Bulens                       | Belgique    | ?                 | 16/10/1956        | 1984-1987  | 0 (0)             | 0    | 0      | 0      |
| Jonathan Butera                   | Belgique    | Milieu de terrain | 14/05/1980        | 2002-2003  | 26 (0)            | 3    | 6      | 0      |
| Philippe Buyle                    | Belgique    | ?                 | 13/03/1958        | 1984-1985  | 0 (0)             | 0    | 0      | 0      |

## C
| Joueur                      | Nationalité        | Position          | Date de naissance | Période(s)           | Matches (dont D1) | Buts | Jaunes | Rouges |
| --------------------------- | ------------------ | ----------------- | ----------------- | -------------------- | ----------------- | ---- | ------ | ------ |
| Anthony Cabeke              | Belgique           | ?                 | 5/11/1988         | 2008-2010            | 28 (28)           | 1    | 4      | 0      |
| Geoffrey Cabeke             | Belgique           | Milieu de terrain | 5/11/1988         | 2007-2010, 2012-2014 | 39 (39)           | 3    | 7      | 1      |
| Joao-Olivio Calicchio Filho | Brésil             | ?                 | 29/09/1974        | 2002-2003            | 3 (0)             | 0    | 0      | 0      |
| Mario Callaert              | Belgique           | ?                 | 8/04/1971         | 1992-1994            | 33 (0)            | 6    | 3      | 0      |
| Ivan Callizaya              | Belgique           | ?                 | 23/04/1968        | 1992-1993            | 1 (0)             | 0    | 0      | 0      |
| Lanfia Camara               | Guinée             | Défenseur         | 3/10/1986         | 2013-2014            | 14 (0)            | 1    | 0      | 1      |
| Jean Cange                  | Belgique           | ?                 | 14/10/1975        | 1997-1998            | 0 (0)             | 0    | 0      | 0      |
| Grégory Capidis             | Grèce              | ?                 | 9/08/1980         | 1997-2000            | 48 (0)            | 10   | 2      | 0      |
| Miguel Capilla              | Espagne            | ?                 | 22/12/1977        | 1996-1998            | 8 (0)             | 1    | 0      | 0      |
| Thierry Capouet             | Belgique           | ?                 | 20/12/1976        | 1994-1998            | 48 (0)            | 0    | 5      | 2      |
| David Cappe                 | Belgique           | ?                 | 30/08/1970        | 1992-1993            | 0 (0)             | 0    | 0      | 0      |
| Gaetano Carchiolo           | Belgique           | ?                 | 7/10/1971         | 1996-1999            | 74 (0)            | 21   | 16     | 1      |
| Esteban Casagolda           | Espagne            | ?                 | 5/01/1987         | 2006-2007            | 1 (1)             | 0    | 0      | 0      |
| Kristiaan Ceuppens          | Belgique           | Milieu de terrain | 31/10/1959        | 1988-1989            | 0 (0)             | 0    | 0      | 0      |
| Jean-Philippe Charlet       | Belgique           | Milieu de terrain | 12/01/1982        | 2008-2009            | 23 (23)           | 0    | 2      | 1      |
| Ahmed Yassine Cherkaoui     | Belgique           | ?                 | 25/01/1994        | 2012-2014            | 2 (0)             | 0    | 0      | 0      |
| Rudy Cherlet                | Belgique           | ?                 | 2/02/1970         | 1988-1989            | 0 (0)             | 0    | 0      | 0      |
| Bayran Cil                  | Belgique           | ?                 | 24/02/1989        | 2008-2009            | 9 (9)             | 0    | 0      | 0      |
| Carmelo Cino                | Belgique           | ?                 | 12/04/1966        | 1991-1994            | 55 (0)            | 5    | 0      | 0      |
| Mickaël Citony              | France             | Milieu de terrain | 21/08/1980        | 2006-2008            | 5 (5)             | 2    | 0      | 0      |
| Alexandre Clément           | France             | Défenseur         | 23/03/1975        | 2005-2006            | 7 (7)             | 0    | 0      | 0      |
| Michaël Clepkens            | Belgique           | Gardien de but    | 30/01/1986        | 2004-2005            | 0 (0)             | 0    | 0      | 0      |
| Raf Coenen                  | Belgique           | ?                 | 15/10/1970        | 1991-1992            | 0 (0)             | 0    | 0      | 0      |
| Jean-Luc Colin              | Belgique           | ?                 | 26/08/1968        | 1996-1997            | 24 (0)            | 6    | 4      | 0      |
| Dominique Collard           | Belgique           | ?                 | ?                 | 1984-1985            | 0 (0)             | 0    | 0      | 0      |
| Steve Colpaert              | Belgique           | Défenseur         | 13/09/1986        | 2003-2008            | 63 (63)           | 1    | 4      | 0      |
| Aurélien Coppin             | Belgique           | ?                 | 27/02/1989        | 2007-2011            | 60 (60)           | 9    | 3      | 0      |
| Stéphane Coqu               | France             | Gardien de but    | 8/01/1982         | 2012-2013            | 0 (0)             | 0    | 0      | 0      |
| David Corbino               | Belgique           | ?                 | 13/07/1995        | 2012-2014            | 5 (0)             | 0    | 0      | 0      |
| Mickaël Corbisier           | Belgique           | Gardien de but    | 15/08/1987        | 2005-2006            | 0 (0)             | 0    | 0      | 0      |
| Michaël Cordier             | Belgique           | Gardien de but    | 27/03/1984        | 2006-2009            | 28 (28)           | 0    | 0      | 0      |
| Jozef Cornelis              | Belgique           | ?                 | 19/11/1955        | 1985-1986            | 0 (0)             | 0    | 0      | 0      |
| Aboubakar Coulibaly         | France             | ?                 | 5/02/1988         | 2008-2011            | 31 (31)           | 2    | 2      | 0      |
| Mamoutou Coulibaly          | Mali               | Défenseur         | 23/02/1984        | 2008                 | 0 (0)             | 0    | 0      | 0      |
| Maxence Coveliers           | Belgique           | Milieu de terrain | 23/02/1984        | 2004-2005            | 4 (4)             | 0    | 1      | 0      |
| Dirk Crabbe                 | Belgique           | ?                 | 16/08/1957        | 1991-1992            | 18 (0)            | 2    | 0      | 0      |
| Bertrand Crasson            | Belgique           | Défenseur         | 5/10/1971         | 2004-2005            | 11 (11)           | 0    | 3      | 0      |
| Richard Culek               | République tchèque | Milieu de terrain | 1/04/1974         | 2003-2009            | 165 (104)         | 33   | 24     | 0      |
| Pietro Cutaia               | Belgique           | ?                 | 20/09/1966        | 1991-1993            | 23 (0)            | 2    | 0      | 0      |

## D
| Joueur                           | Nationalité                      | Position          | Date de naissance | Période(s)           | Matches (dont D1) | Buts | Jaunes | Rouges |
| -------------------------------- | -------------------------------- | ----------------- | ----------------- | -------------------- | ----------------- | ---- | ------ | ------ |
| Alex Da Silva                    | Brésil                           | Milieu de terrain | 15/08/1983        | 2007-2008            | 11 (11)           | 0    | 1      | 0      |
| Michaël Dacet                    | Belgique                         | ?                 | 13/06/1990        | 2009-2011            | 4 (4)             | 0    | 0      | 0      |
| Loïc Damour                      | France                           | Milieu de terrain | 8/01/1991         | 2013                 | 6 (0)             | 0    | 0      | 0      |
| Alexandre Dangis                 | Belgique                         | ?                 | ?                 | 1985-1986            | 0 (0)             | 0    | 0      | 0      |
| Franck David                     | Belgique                         | ?                 | 16/03/1991        | 2009-2010            | 6 (6)             | 0    | 1      | 0      |
| Dirk De Bauw                     | Belgique                         | ?                 | 30/05/1969        | 1991-1996            | 146 (0)           | 31   | 5      | 1      |
| Kevin De Broyer                  | Belgique                         | Attaquant         | 11/10/1982        | 2010-2011            | 17 (17)           | 1    | 0      | 0      |
| Igor de Camargo                  | Brésil                           | Attaquant         | 12/05/1983        | 2004-2006            | 28 (28)           | 14   | 10     | 0      |
| Rudy De Cock                     | Belgique                         | ?                 | ?                 | 1984-1985            | 0 (0)             | 0    | 0      | 0      |
| Yvan De Corte                    | Belgique                         | Gardien de but    | 29/08/1971        | 2002-2003            | 18 (0)            | 0    | 0      | 0      |
| Michaël De Greef                 | Belgique                         | ?                 | 17/08/1988        | 2007-2009            | 3 (3)             | 0    | 0      | 0      |
| Pemba De Hertog                  | Belgique                         | ?                 | 7/09/1979         | 1998-2000            | 15 (0)            | 0    | 1      | 0      |
| Nico De Leu                      | Belgique                         | Gardien de but    | 25/09/1980        | 2000-2001            | 0 (0)             | 0    | 0      | 0      |
| Sébastien De Meersman            | Belgique                         | ?                 | 30/12/1970        | 2000-2003            | 69 (0)            | 6    | 7      | 0      |
| Tiago De Oliveira Santos         | Brésil                           | ?                 | 26/05/1981        | 2004-2005            | 0 (0)             | 0    | 0      | 0      |
| Cédric De Troetsel               | Belgique                         | Défenseur         | 8/07/1988         | 2005-2007            | 6 (6)             | 0    | 1      | 0      |
| Dominique De Valck               | Belgique                         | ?                 | 7/12/1965         | 1984-1985            | 0 (0)             | 0    | 0      | 0      |
| Luc De Waele                     | Belgique                         | ?                 | 11/12/1960        | 1985-1987            | 0 (0)             | 0    | 0      | 0      |
| Bjorn De Wilde                   | Belgique                         | ?                 | 1/05/1979         | 1999-2000            | 28 (0)            | 12   | 8      | 0      |
| Éric Deflandre                   | Belgique                         | Défenseur         | 2/08/1973         | 2007-2008            | 14 (14)           | 0    | 4      | 0      |
| Wim Degraeve                     | Belgique                         | ?                 | 18/12/1974        | 1995-1997            | 4 (0)             | 0    | 0      | 0      |
| Dieter Dekelver                  | Belgique                         | Attaquant         | 17/08/1979        | 2002-2004            | 37 (32)           | 18   | 2      | 0      |
| Éric Deleu                       | Belgique                         | Gardien de but    | 30/01/1960        | 1989-1991            | 30 (0)            | 0    | 2      | 0      |
| Cédric Dellevoet                 | Belgique                         | ?                 | 10/12/1987        | 2005-2007, 2008-2009 | 9 (9)             | 0    | 2      | 0      |
| Roland Deloose                   | Belgique                         | ?                 | 17/04/1950        | 1984-1987            | 0 (0)             | 0    | 0      | 0      |
| Stéphane Demets                  | Belgique                         | ?                 | 26/12/1976        | 1998-1999            | 20 (0)            | 1    | 1      | 0      |
| Cédric Desmet                    | Belgique                         | ?                 | 4/01/1979         | 1999-2001            | 1 (0)             | 0    | 1      | 0      |
| Denis Dessaer                    | Belgique                         | ?                 | 17/06/1983        | 2001-2004            | 60 (22)           | 2    | 7      | 1      |
| Tom Devisser                     | Belgique                         | ?                 | 6/02/1967         | 1991-1992            | 22 (0)            | 6    | 0      | 0      |
| Luc Devroe                       | Belgique                         | Gardien de but    | 15/12/1965        | 1971-1975            | 0 (0)             | 0    | 0      | 0      |
| Alain D'Hondt                    | Belgique                         | ?                 | ?                 | 1984-1985            | 0 (0)             | 0    | 0      | 0      |
| Nico Di Maio                     | Belgique                         | ?                 | 5/01/1966         | 1986-1987            | 0 (0)             | 0    | 0      | 0      |
| Aliou Dia                        | France                           | Défenseur         | 30/05/1990        | 2012-2013            | 1 (0)             | 0    | 0      | 0      |
| Bafode Diakhaby                  | France                           | Défenseur         | 15/02/1989        | 2010-2012            | 47 (47)           | 1    | 6      | 1      |
| Mamadou Diallo                   | Belgique                         | ?                 | 5/10/1996         | 2013-2014            | 1 (0)             | 0    | 0      | 0      |
| Andres Diaz Llano                | Colombie                         | ?                 | 5/01/1975         | 1999-2000            | 11 (0)            | 0    | 2      | 0      |
| Francisco Javier Diaz Llano      | Colombie                         | ?                 | 19/11/1976        | 1999-2000            | 14 (0)            | 1    | 5      | 0      |
| Amady Diop                       | Sénégal                          | Attaquant         | 9/05/1988         | 2012-2013            | 2 (0)             | 0    | 0      | 0      |
| Mansour Diop                     | Sénégal                          | ?                 | 31/07/1989        | 2012-2013            | 4 (0)             | 0    | 0      | 0      |
| David Diseur                     | Belgique                         | ?                 | 30/03/1973        | 1990-1995            | 20 (0)            | 3    | 2      | 0      |
| Joseph Djo Kipoy                 | République démocratique du Congo | Défenseur         | 4/07/1988         | 2008-2009            | 15 (15)           | 1    | 5      | 0      |
| Marcelo Do Nascimento Moscatelli | Brésil                           | Milieu de terrain | 17/07/1982        | 2004-2005            | 7 (7)             | 1    | 0      | 0      |
| Frédéric Dombret                 | Belgique                         | ?                 | 1/10/1972         | 1990-1991            | 3 (0)             | 0    | 0      | 0      |
| Christian Donneux                | Belgique                         | ?                 | 20/02/1959        | 1984-1987            | 0 (0)             | 0    | 0      | 0      |
| Altair Rosa Riva Dos Santos      | Brésil                           | Attaquant         | 23/08/1979        | 1999-2003            | 68 (0)            | 24   | 7      | 1      |
| Abdelmajid Doudouh               | Belgique                         | ?                 | 9/04/1992         | 2012-2014            | 0 (0)             | 0    | 0      | 0      |
| Kassim Doumbia                   | Mali                             | Défenseur         | 6/10/1990         | 2010-2011            | 29 (0)            | 3    | 5      | 1      |
| Attila Dragóner                  | Hongrie                          | Défenseur         | 14/11/1975        | 2004-2005            | 0 (0)             | 0    | 0      | 0      |
| José Filho Duarte                | Brésil                           | Attaquant         | 6/07/1980         | 2003                 | 11 (11)           | 1    | 0      | 0      |
| Ištvan Dudaš                     | Serbie                           | Gardien de but    | 2/08/1973         | 2004-2006            | 4 (4)             | 0    | 0      | 1      |
| Quantin Durieux                  | Belgique                         | ?                 | 28/01/1985        | 2006-2010            | 72 (72)           | 2    | 14     | 3      |

## E
| Joueur                 | Nationalité | Position          | Date de naissance | Période(s) | Matches (dont D1) | Buts | Jaunes | Rouges |
| ---------------------- | ----------- | ----------------- | ----------------- | ---------- | ----------------- | ---- | ------ | ------ |
| Sacha Eckelmans-Berkes | Belgique    | ?                 | 15/06/1991        | 2008-2011  | 2 (2)             | 0    | 0      | 0      |
| John Ekelmans          | Belgique    | ?                 | 13/10/1991        | 2010-2011  | 2 (2)             | 0    | 0      | 0      |
| Soufiane El Banaouhi   | Belgique    | ?                 | 26/07/1992        | 2011-2013  | 36 (0)            | 0    | 2      | 0      |
| Karim El Hany          | France      | Milieu de terrain | 12/01/1988        | 2013       | 6 (0)             | 0    | 0      | 0      |
| Alain Elzer            | Belgique    | ?                 | ?                 | 1985-1986  | 0 (0)             | 0    | 0      | 0      |
| Fritz Émeran           | Rwanda      | Défenseur         | 28/03/1976        | 2004-2005  | 26 (26)           | 1    | 3      | 1      |
| Jo Engelborghs         | Belgique    | Gardien de but    | 28/09/1971        | 1997-2002  | 151 (0)           | 0    | 8      | 2      |
| Didier Ernst           | Belgique    | Milieu de terrain | 15/09/1971        | 2003-2004  | 32 (32)           | 2    | 7      | 0      |
| Philippe Esnol         | Belgique    | ?                 | 20/12/1967        | 1995-1996  | 28 (0)            | 12   | 2      | 1      |
| Mario Espartero        | France      | Milieu de terrain | 17/01/1978        | 2005-2006  | 22 (22)           | 1    | 3      | 1      |
| Achraf Essikal         | Belgique    | ?                 | 3/01/1986         | 2012-2013  | 0 (0)             | 0    | 0      | 0      |
| Harisson Eyenga Lokilo | Belgique    | ?                 | 27/02/1994        | 2012-2013  | 0 (0)             | 0    | 0      | 0      |

## F
| Joueur           | Nationalité        | Position          | Date de naissance | Période(s) | Matches (dont D1) | Buts | Jaunes | Rouges |
| ---------------- | ------------------ | ----------------- | ----------------- | ---------- | ----------------- | ---- | ------ | ------ |
| Giuseppe Farese  | Italie             | ?                 | 5/06/1975         | 2002-2003  | 5 (0)             | 0    | 1      | 0      |
| Karim Fellahi    | Algérie            | Milieu de terrain | 31/10/1974        | 2008-2009  | 10 (10)           | 3    | 2      | 0      |
| Nicolas Flammini | Belgique           | ?                 | 9/02/1978         | 2003-2005  | 25 (25)           | 0    | 3      | 0      |
| Gert Fluyt       | Belgique           | ?                 | 8/11/1968         | 1988-1991  | 0 (0)             | 0    | 0      | 0      |
| Pavel Fořt       | République tchèque | Attaquant         | 26/06/1983        | 2007-2008  | 12 (12)           | 2    | 0      | 0      |

## G
| Joueur                | Nationalité | Position          | Date de naissance | Période(s) | Matches (dont D1) | Buts | Jaunes | Rouges |
| --------------------- | ----------- | ----------------- | ----------------- | ---------- | ----------------- | ---- | ------ | ------ |
| François Ganseman     | Belgique    | ?                 | 2/08/1989         | 2008-2010  | 12 (12)           | 0    | 3      | 0      |
| Patrick Gaty          | Belgique    | ?                 | ?                 | 1984-1985  | 0 (0)             | 0    | 0      | 0      |
| Karl Genot            | Belgique    | ?                 | 18/06/1972        | 1990-1991  | 0 (0)             | 0    | 0      | 0      |
| Vincent George        | Belgique    | ?                 | 20/01/1993        | 2010-2013  | 7 (7)             | 0    | 1      | 0      |
| Xavier Godart         | Belgique    | Gardien de but    | 7/08/1962         | 1985-1987  | 0 (0)             | 0    | 0      | 0      |
| Michel Goffin         | Belgique    | ?                 | 20/11/1992        | 2012-2013  | 0 (0)             | 0    | 0      | 0      |
| Olivier Gooris        | Belgique    | ?                 | 23/11/1969        | 1990-1997  | 120 (0)           | 6    | 16     | 4      |
| Julien Gorius         | France      | Milieu de terrain | 17/03/1985        | 2005-2008  | 92 (92)           | 15   | 11     | 0      |
| Christophe Goumotsios | Grèce       | Milieu de terrain | 4/02/1985         | 2004-2006  | 3 (3)             | 0    | 0      | 0      |
| Frédéric Gounongbe    | Bénin       | Attaquant         | 1/05/1988         | 2012-2014  | 45 (0)            | 25   | 9      | 0      |
| Davide Grassi         | Italie      | ?                 | 13/01/1986        | 2011-2012  | 33 (33)           | 1    | 4      | 1      |
| Samuel Greven         | Belgique    | Défenseur         | 8/07/1973         | 2002-2006  | 72 (56)           | 10   | 7      | 2      |
| David Grondin         | France      | Milieu de terrain | 8/05/1980         | 2010-2011  | 9 (9)             | 1    | 0      | 0      |
| Moussa Gueye          | Sénégal     | Attaquant         | 20/02/1989        | 2007-2008  | 9 (9)             | 2    | 0      | 0      |
| Umut Gündoğan         | Turquie     | Milieu de terrain | 12/06/1990        | 2010-2012  | 26 (26)           | 3    | 5      | 1      |
| Olof Guterstam        | Suède       | Attaquant         | 4/01/1984         | 2007-2008  | 14 (14)           | 4    | 1      | 0      |

## H
| Joueur             | Nationalité | Position          | Date de naissance | Période(s) | Matches (dont D1) | Buts | Jaunes | Rouges |
| ------------------ | ----------- | ----------------- | ----------------- | ---------- | ----------------- | ---- | ------ | ------ |
| David Habarugira   | Burundi     | Défenseur         | 16/08/1988        | 2012-2014  | 39 (0)            | 3    | 8      | 2      |
| Mehdi Hadraoui     | Belgique    | ?                 | 20/02/1988        | 2006-2007  | 2 (2)             | 0    | 0      | 0      |
| Romain Haghedooren | Belgique    | Défenseur         | 28/09/1986        | 2010-2012  | 49 (49)           | 2    | 6      | 1      |
| Patrick Hargot     | Belgique    | ?                 | 9/05/1965         | 1986-1998  | 198 (0)           | 15   | 21     | 2      |
| Luc Hauwaerts      | Belgique    | ?                 | 3/08/1956         | 1985-1987  | 0 (0)             | 0    | 0      | 0      |
| Alan Haydock       | Belgique    | Milieu de terrain | 13/01/1976        | 2003-2008  | 122 (122)         | 4    | 28     | 0      |
| Kris Hendrickx     | Belgique    | ?                 | 2/02/1970         | 1997-2000  | 57 (0)            | 5    | 7      | 1      |
| Alain Herckenrath  | Belgique    | ?                 | 14/03/1973        | 1990-1995  | 63 (0)            | 1    | 7      | 2      |
| Steve Hercor       | Belgique    | ?                 | 17/01/1983        | 2001-2002  | 18 (0)            | 1    | 2      | 1      |
| Jonathan Heris     | Belgique    | ?                 | 3/09/1990         | 2008-2013  | 76 (76)           | 5    | 6      | 1      |
| Roland Hermans     | Belgique    | ?                 | 7/11/1956         | 1984-1986  | 0 (0)             | 0    | 0      | 0      |
| Joan Heyvaert      | Belgique    | ?                 | 19/05/1969        | 1994-1997  | 75 (0)            | 3    | 11     | 1      |
| Benny Hinninck     | Belgique    | ?                 | 21/10/1973        | 1990-1993  | 12 (0)            | 0    | 2      | 0      |
| Samy Houri         | France      | Milieu de terrain | 9/08/1985         | 2011-2012  | 31 (31)           | 15   | 2      | 0      |

## I
| Joueur           | Nationalité                      | Position          | Date de naissance | Période(s) | Matches (dont D1) | Buts | Jaunes | Rouges |
| ---------------- | -------------------------------- | ----------------- | ----------------- | ---------- | ----------------- | ---- | ------ | ------ |
| Aleksandar Ilić  | Serbie                           | Défenseur         | 26/06/1969        | 2004-2005  | 4 (4)             | 0    | 0      | 0      |
| Magalhaes Isaias | Brésil                           | Milieu            | 29/11/1973        | 2006-2007  | 0 (0)             | 0    | 0      | 0      |
| Blaise Issankoy  | République démocratique du Congo | Milieu de terrain | 13/03/1979        | 2000-2001  | 25 (0)            | 4    | 0      | 0      |
| Isa Izgi         | Belgique                         | Gardien de but    | 1/09/1984         | 2004-2010  | 27 (27)           | 0    | 1      | 0      |

## J
| Joueur                         | Nationalité | Position | Date de naissance | Période(s) | Matches (dont D1) | Buts | Jaunes | Rouges |
| ------------------------------ | ----------- | -------- | ----------------- | ---------- | ----------------- | ---- | ------ | ------ |
| Maurice Joao-Baty              | France      | ?        | 17/03/1990        | 2010-2011  | 6 (6)             | 0    | 1      | 0      |
| Michaël Jonckheere             | Belgique    | ?        | 1/09/1987         | 2004-2007  | 24 (24)           | 0    | 2      | 0      |
| Iglesias Juan Mariano Martinez | Espagne     | ?        | 12/01/1985        | 2008-2010  | 43 (43)           | 0    | 3      | 1      |

## K
| Joueur                | Nationalité                      | Position          | Date de naissance | Période(s)           | Matches (dont D1) | Buts | Jaunes | Rouges |
| --------------------- | -------------------------------- | ----------------- | ----------------- | -------------------- | ----------------- | ---- | ------ | ------ |
| Dieudonné Kalulika    | République démocratique du Congo | Milieu de terrain | 10/01/1983        | 2006-2007            | 26 (26)           | 4    | 1      | 2      |
| Erwin Kanana          | Belgique                         | ?                 | 5/03/1996         | 2012-2014            | 2 (0)             | 0    | 0      | 0      |
| Alexandre Karagiannis | Belgique                         | ?                 | 28/03/1993        | 2011-2013            | 2 (2)             | 0    | 0      | 0      |
| Ibrahim Kargbo        | Sierra Leone                     | Défenseur         | 10/04/1982        | 2005-2006, 2013-2014 | 27 (26)           | 1    | 3      | 1      |
| Sidney Kargbo         | Sierra Leone                     | Défenseur         | 1/01/1986         | 2006-2008            | 26 (26)           | 0    | 4      | 0      |
| Lance Kawaya          | Belgique                         | ?                 | 19/11/1992        | 2010-2013            | 17 (17)           | 0    | 3      | 0      |
| Alseny Passy Keita    | Guinée                           | ?                 | 12/01/1978        | 2000-2002            | 50 (0)            | 2    | 7      | 0      |
| Luc Keppens           | Belgique                         | ?                 | 8/07/1961         | 1984-1987            | 0 (0)             | 0    | 0      | 0      |
| Mahamoudou Kéré       | Burkina Faso                     | Défenseur         | 2/01/1982         | 2013-2014            | 28 (0)            | 1    | 8      | 0      |
| Jean-Paul Kielo-Lezi  | République démocratique du Congo | Attaquant         | 4/05/1984         | 2008-2009            | 7 (7)             | 1    | 0      | 0      |
| Jean Kindermans       | Belgique                         | Milieu de terrain | 10/08/1964        | 1996-1999            | 51 (0)            | 8    | 8      | 0      |
| Christophe Kinet      | Belgique                         | Milieu de terrain | 31/12/1974        | 2003-2005            | 35 (35)           | 9    | 5      | 1      |
| Pascal Knaepen        | Belgique                         | ?                 | 29/03/1963        | 1988-1997            | 45 (0)            | 12   | 5      | 2      |
| Rony Knop             | Belgique                         | ?                 | 2/04/1968         | 1986-1987            | 0 (0)             | 0    | 0      | 0      |
| Sebastjan Komel       | Slovénie                         | Défenseur         | 18/02/1986        | 2010-2011            | 7 (7)             | 1    | 2      | 0      |
| François Kompany      | Belgique                         | ?                 | 28/09/1989        | 2011-2012            | 2 (2)             | 0    | 0      | 0      |
| Cheikhou Kouyaté      | Sénégal                          | Milieu de terrain | 21/12/1989        | 2007-2008            | 10 (10)           | 0    | 1      | 0      |
| Alexis Kubilskis      | Belgique                         | Milieu de terrain | 10/12/1986        | 2004-2005            | 2 (2)             | 0    | 0      | 0      |
| Petr Kupka            | République tchèque               | Gardien de but    | 6/09/1980         | 2002-2003            | 1 (0)             | 0    | 0      | 0      |

## L
| Joueur                   | Nationalité                      | Position          | Date de naissance | Période(s) | Matches (dont D1) | Buts | Jaunes | Rouges |
| ------------------------ | -------------------------------- | ----------------- | ----------------- | ---------- | ----------------- | ---- | ------ | ------ |
| Sergio La Valle          | Italie                           | Milieu de terrain | 3/06/1972         | 2002-2003  | 10 (0)            | 0    | 1      | 0      |
| Jérémy Labor             | France                           | Défenseur         | 19/03/1992        | 2013-2014  | 32 (0)            | 0    | 8      | 1      |
| Olivier Lamberg          | Belgique                         | ?                 | 16/12/1966        | 2000-2001  | 9 (0)             | 0    | 2      | 0      |
| Kurt Lambrechts          | Belgique                         | ?                 | 23/10/1970        | 1990-1991  | 0 (0)             | 0    | 0      | 0      |
| Jari Lanckmans           | Belgique                         | Gardien de but    | 10/07/1997        | 2013-2014  | 0 (0)             | 0    | 0      | 0      |
| Christian Landu-Tubi     | République démocratique du Congo | Attaquant         | 11/07/1984        | 2007-2008  | 13 (13)           | 1    | 0      | 0      |
| Kersten Lauwerijs        | Belgique                         | Gardien de but    | 23/02/1984        | 2003-2004  | 0 (0)             | 0    | 0      | 0      |
| Marc Lauwers             | Belgique                         | ?                 | 8/06/1963         | 1986-1987  | 0 (0)             | 0    | 0      | 0      |
| Flavien Le Postollec     | Côte d'Ivoire                    | Milieu de terrain | 19/02/1984        | 2006-2010  | 100 (100)         | 6    | 14     | 1      |
| Steven Lecointre         | Belgique                         | ?                 | 11/08/1981        | 2001-2003  | 5 (0)             | 0    | 0      | 0      |
| Julien Lefèvre           | Belgique                         | Gardien de but    | 27/06/1988        | 2006-2007  | 0 (0)             | 0    | 0      | 0      |
| David Lemmens            | Belgique                         | ?                 | 18/10/1968        | 1996-2003  | 184 (0)           | 6    | 39     | 9      |
| Pierre-Yves Letier       | Belgique                         | ?                 | 14/05/1973        | 1998-2002  | 111 (0)           | 3    | 10     | 0      |
| Kris Lion                | Belgique                         | ?                 | 29/11/1967        | 1985-2000  | 223 (0)           | 55   | 13     | 3      |
| Samy Lkoutbi             | Belgique                         | ?                 | 14/11/1992        | 2013-2014  | 25 (0)            | 4    | 1      | 0      |
| Serge Lofo Bongeli       | République démocratique du Congo | Attaquant         | 13/10/1983        | 2010-2011  | 1 (0)             | 0    | 0      | 0      |
| Laurent Longrie          | Belgique                         | ?                 | 9/05/1980         | 1998-2004  | 47 (13)           | 4    | 2      | 0      |
| Jonathan Lusadusu Nsimba | République démocratique du Congo | Milieu de terrain | 17/08/1991        | 2009-2011  | 22 (22)           | 0    | 3      | 0      |
| Jean-Paul Eale Lutula    | République démocratique du Congo | Attaquant         | 4/10/1984         | 2007-2010  | 89 (89)           | 22   | 9      | 0      |

## M
| Joueur                  | Nationalité                      | Position          | Date de naissance | Période(s)      | Matches (dont D1) | Buts | Jaunes | Rouges |
| ----------------------- | -------------------------------- | ----------------- | ----------------- | --------------- | ----------------- | ---- | ------ | ------ |
| Ilias Maatoug           | Belgique                         | ?                 | 28/04/1996        | 2012-2013       | 3 (0)             | 0    | 0      | 0      |
| Nicolas Maeyens         | Belgique                         | ?                 | 12/03/1992        | 2009-2012       | 31 (31)           | 1    | 0      | 0      |
| Saïd Makasi             | Rwanda                           | Attaquant         | 20/08/1982        | 2002-2003; 2005 | 40 (24)           | 10   | 2      | 0      |
| Serge Makela            | Belgique                         | ?                 | 25/03/1972        | 1998-1999       | 27 (0)            | 6    | 4      | 0      |
| Alberto Malusci         | Italie                           | Défenseur         | 23/06/1972        | 2004-2005       | 10 (10)           | 0    | 2      | 0      |
| Gertjan Martens         | Belgique                         | ?                 | 4/03/1987         | 2005-2006       | 2 (2)             | 0    | 0      | 0      |
| Jean-Chirstophe Mathieu | Belgique                         | ?                 | 29/07/1996        | 2013-2014       | 2 (0)             | 0    | 0      | 0      |
| Pitshou Zola Matumona   | République démocratique du Congo | Milieu de terrain | 26/11/1983        | 2006-2009       | 85 (85)           | 17   | 8      | 0      |
| Alain-Pierre Mendy      | Sénégal                          | Milieu de terrain | 17/11/1989        | 2011-2012       | 22 (22)           | 2    | 2      | 2      |
| Benny Meurs             | Belgique                         | ?                 | 26/06/1963        | 1989-1990       | 0 (0)             | 0    | 0      | 0      |
| Bruno Meyskens          | Belgique                         | ?                 | 9/12/1961         | 1985-1986       | 15 (0)            | 2    | 0      | 0      |
| Marc Michel             | Belgique                         | ?                 | 19/08/1973        | 1990-1993       | 0 (0)             | 0    | 0      | 0      |
| Benjamin Mokulu         | République démocratique du Congo | Attaquant         | 11/10/1989        | 2006-2008       | 13 (13)           | 1    | 0      | 0      |
| Wim Moyson              | Belgique                         | Gardien de but    | 13/02/1963        | 1991-1998       | 166 (0)           | 0    | 2      | 0      |

## N
| Joueur                | Nationalité                      | Position          | Date de naissance | Période(s) | Matches (dont D1) | Buts | Jaunes | Rouges |
| --------------------- | -------------------------------- | ----------------- | ----------------- | ---------- | ----------------- | ---- | ------ | ------ |
| Gay Nagayama          | Belgique                         | ?                 | 2/06/1995         | 2012-2013  | 4 (0)             | 0    | 0      | 0      |
| Christophe Nahimana   | Belgique                         | ?                 | 2/11/1989         | 2011-2013  | 17 (17)           | 2    | 3      | 0      |
| Roberto Napoleone     | Belgique                         | ?                 | 6/09/1975         | 1995-1997  | 24 (0)            | 3    | 1      | 0      |
| Yakhouba N'Diaye      | France                           | Défenseur         | 24/10/1984        | 2013-2014  | 33 (0)            | 0    | 6      | 0      |
| Ibrahima Ndiaye       | Sénégal                          | ?                 | 12/12/1992        | 2012-2013  | 2 (0)             | 0    | 0      | 0      |
| Elhadji Ndour         | Sénégal                          | ?                 | 10/11/1988        | 2012-2013  | 1 (0)             | 0    | 0      | 0      |
| Elhadji Ndoye         | Sénégal                          | ?                 | 10/04/1992        | 2012-2013  | 5 (0)             | 0    | 0      | 0      |
| David Nechelput       | Belgique                         | Attaquant         | 6/08/1977         | 1998-2000  | 40 (0)            | 6    | 3      | 0      |
| Christian Negouai     | France                           | Milieu de terrain | 20/01/1978        | 2006-2007  | 5 (5)             | 0    | 2      | 0      |
| Nicolas Nerinckx      | Belgique                         | Gardien de but    | 31/05/1993        | 2011-2013  | 0 (0)             | 0    | 0      | 0      |
| Samuel Néva           | France                           | Défenseur         | 15/01/1981        | 2006-2007  | 17 (17)           | 0    | 2      | 0      |
| Bojan Neziri          | Serbie                           | Défenseur         | 26/02/1982        | 2007-2008  | 14 (14)           | 1    | 0      | 0      |
| Paul Armand Niankou   | Belgique                         | ?                 | 25/12/1989        | 2009-2010  | 1 (1)             | 0    | 0      | 0      |
| Kévin Nicaise         | Belgique                         | ?                 | 10/04/1985        | 2012-2014  | 48 (0)            | 0    | 0      | 0      |
| Michaël Niçoise       | France                           | Attaquant         | 19/09/1984        | 2005-2006  | 26 (26)           | 3    | 3      | 1      |
| Zoran Nižić           | Croatie                          | Défenseur         | 11/10/1989        | 2009-2012  | 84 (84)           | 2    | 14     | 1      |
| Jérôme Nollevaux      | Belgique                         | Milieu de terrain | 14/02/1988        | 2008-2012  | 123 (123)         | 2    | 29     | 0      |
| Aloys Nong            | Cameroun                         | Attaquant         | 16/10/1983        | 2003-2005  | 30 (30)           | 2    | 0      | 0      |
| Dominique Ntese Bunzu | République démocratique du Congo | ?                 | 19/01/1979        | 2000-2002  | 21 (0)            | 2    | 0      | 0      |
| Inacio Nunes Leonardo | Brésil                           | Milieu de terrain | 14/09/1976        | 2004-2005  | 0 (0)             | 0    | 0      | 0      |
| Patrick Nys           | Belgique                         | Gardien de but    | 25/01/1969        | 2003-2008  | 118 (118)         | 0    | 2      | 2      |

## O
| Joueur                       | Nationalité   | Position          | Date de naissance | Période(s) | Matches (dont D1) | Buts | Jaunes | Rouges |
| ---------------------------- | ------------- | ----------------- | ----------------- | ---------- | ----------------- | ---- | ------ | ------ |
| Paolo Omonga Wa Omonga       | Belgique      | ?                 | 15/08/1985        | 2004-2006  | 1 (1)             | 0    | 0      | 0      |
| Fabrice Omonga Djadi         | Belgique      | Milieu de terrain | 6/02/1984         | 2004-2007  | 42 (42)           | 1    | 8      | 1      |
| Onyeka Onwuekelu Chukwunonso | Nigeria       | Attaquant         | 15/03/1988        | 2010-2012  | 24 (24)           | 3    | 3      | 0      |
| Jules César Oulaï            | Côte d'Ivoire | Milieu de terrain | 30/07/1986        | 2006-2007  | 4 (4)             | 0    | 1      | 0      |
| Dieudonné Owona              | Cameroun      | Défenseur         | 28/02/1986        | 2006-2009  | 31 (31)           | 1    | 8      | 0      |

## P
| Joueur                 | Nationalité | Position          | Date de naissance | Période(s) | Matches (dont D1) | Buts | Jaunes | Rouges |
| ---------------------- | ----------- | ----------------- | ----------------- | ---------- | ----------------- | ---- | ------ | ------ |
| Calogero Pace          | Belgique    | ?                 | 24/06/1994        | 2012-2013  | 1 (0)             | 0    | 0      | 0      |
| Jef Paps               | Belgique    | ?                 | 15/08/1984        | 2001-2002  | 1 (0)             | 0    | 0      | 0      |
| Dimitri Parker         | Belgique    | ?                 | 10/03/1990        | 2009-2010  | 11 (11)           | 0    | 3      | 0      |
| Raf Pauwels            | Belgique    | ?                 | 14/06/1968        | 1997-1998  | 26 (0)            | 4    | 2      | 0      |
| Johnny Peeters         | Belgique    | ?                 | 14/12/1958        | 1985-1986  | 0 (0)             | 0    | 0      | 0      |
| Johnny Peeters         | Belgique    | ?                 | 17/02/1959        | 1986-1987  | 0 (0)             | 0    | 0      | 0      |
| Rodrigo Peters Marques | Brésil      | Gardien de but    | 16/05/1985        | 2010-2013  | 29 (0)            | 0    | 4      | 0      |
| Zoltán Pető            | Hongrie     | Défenseur         | 19/09/1974        | 2004-2008  | 83 (83)           | 2    | 20     | 1      |
| Thomas Phibel          | France      | Défenseur         | 31/05/1986        | 2008-2009  | 10 (10)           | 0    | 0      | 1      |
| Sébastien Phiri        | Belgique    | Milieu de terrain | 1/07/1990         | 2007-2010  | 9 (9)             | 1    | 0      | 0      |
| Yvan Pieters           | Belgique    | ?                 | ?                 | 1984-1985  | 0 (0)             | 0    | 0      | 0      |
| Julien Pinelli         | Belgique    | Milieu de terrain | 27/01/1987        | 2006-2007  | 3 (3)             | 0    | 1      | 0      |
| Félicien Piret         | Belgique    | ?                 | 29/12/1944        | 1984-1985  | 0 (0)             | 0    | 0      | 0      |

## R
| Joueur            | Nationalité | Position          | Date de naissance | Période(s) | Matches (dont D1) | Buts | Jaunes | Rouges |
| ----------------- | ----------- | ----------------- | ----------------- | ---------- | ----------------- | ---- | ------ | ------ |
| Fred Ravijts      | Belgique    | ?                 | 8/09/1968         | 1988-1994  | 102 (0)           | 1    | 12     | 2      |
| Sam Ravijts       | Belgique    | ?                 | 22/11/1969        | 1988-1989  | 0 (0)             | 0    | 0      | 0      |
| Tim Reigel        | Belgique    | ?                 | 28/10/1980        | 2003-2004  | 7 (7)             | 1    | 0      | 0      |
| Édouard Renaut    | Belgique    | ?                 | 5/05/1993         | 2012-2013  | 3 (0)             | 0    | 0      | 0      |
| Maxime Renson     | Belgique    | ?                 | 25/06/1987        | 2011-2012  | 23 (23)           | 0    | 4      | 0      |
| Yves Reygaert     | Belgique    | ?                 | 6/01/1954         | 1984-1985  | 0 (0)             | 0    | 0      | 0      |
| Bjørn Helge Riise | Norvège     | Milieu de terrain | 21/06/1983        | 2004-2005  | 31 (31)           | 2    | 2      | 0      |
| Benny Rogiest     | Belgique    | ?                 | 18/08/1995        | 2013-2014  | 0 (0)             | 0    | 0      | 0      |
| Arben Rzniqi      | Belgique    | ?                 | 22/02/1978        | 1996-1997  | 1 (0)             | 0    | 0      | 0      |

## S
| Joueur                | Nationalité                      | Position          | Date de naissance | Période(s) | Matches (dont D1) | Buts | Jaunes | Rouges |
| --------------------- | -------------------------------- | ----------------- | ----------------- | ---------- | ----------------- | ---- | ------ | ------ |
| Alexis Sakalis        | Belgique                         | Gardien de but    | 30/01/1980        | 1996-2002  | 2 (0)             | 0    | 0      | 0      |
| Afrim Salievski       | Albanie                          | ?                 | 10/11/1979        | 2002-2003  | 22 (0)            | 0    | 5      | 2      |
| Aminu Sani            | Nigeria                          | Milieu de terrain | 14/05/1980        | 2002-2003  | 6 (0)             | 1    | 0      | 0      |
| Moussa Sanogo         | Côte d'Ivoire                    | Défenseur         | 16/07/1983        | 2005-2009  | 41 (41)           | 13   | 5      | 4      |
| Rosario Saporito      | Belgique                         | ?                 | 17/09/1991        | 2010-2011  | 0 (0)             | 0    | 0      | 0      |
| Filippo Savi          | Italie                           | Milieu de terrain | 29/01/1987        | 2011-2012  | 18 (18)           | 0    | 5      | 0      |
| Serge Scelsi          | Belgique                         | ?                 | 29/06/1971        | 1992-1993  | 0 (0)             | 0    | 0      | 0      |
| Christian Schaekels   | Belgique                         | ?                 | 26/09/1969        | 1992-1993  | 24 (0)            | 3    | 5      | 0      |
| Filip Schelfhout      | Belgique                         | ?                 | 20/03/1968        | 1988-1990  | 0 (0)             | 0    | 0      | 0      |
| Steffen Scholl        | Belgique                         | Gardien de but    | 28/02/1990        | 2008-2009  | 0 (0)             | 0    | 0      | 0      |
| Vincenzo Scibetta     | Belgique                         | ?                 | 1/04/1996         | 2013-2014  | 0 (0)             | 0    | 0      | 0      |
| Abdoulaye Seck        | Sénégal                          | Défenseur         | 10/03/1988        | 2011-2012  | 11 (11)           | 0    | 5      | 0      |
| Musaba Selemani       | Burundi                          | Attaquant         | 25/05/1985        | 2003-2007  | 76 (76)           | 4    | 10     | 1      |
| Baskim Selmanoski     | Macédoine                        | ?                 | 10/02/1970        | 1992-1995  | 71 (0)            | 23   | 10     | 0      |
| Werry Sels            | Belgique                         | ?                 | 19/02/1974        | 2004-2006  | 39 (39)           | 4    | 5      | 0      |
| Michaël Séoudi        | France                           | Milieu de terrain | 13/10/1986        | 2013-2014  | 30 (0)            | 4    | 4      | 0      |
| Sakir Serttas         | Turquie                          | ?                 | 1/02/1996         | 2013-2014  | 0 (0)             | 0    | 0      | 0      |
| Kévin Serville        | Belgique                         | Défenseur         | 29/06/1985        | 2004-2005  | 0 (0)             | 0    | 0      | 0      |
| Guido Servranckx      | Belgique                         | ?                 | 6/07/1970         | 1990-1991  | 1 (0)             | 0    | 0      | 0      |
| Sulaiman Sesay-Fullah | Sierra Leone                     | Attaquant         | 16/09/1991        | 2011-2012  | 1 (1)             | 0    | 0      | 0      |
| Rudy Severs           | Belgique                         | ?                 | 30/12/1961        | 1986-1987  | 0 (0)             | 0    | 0      | 0      |
| Kris Siaens           | Belgique                         | ?                 | 17/03/1967        | 1990-1991  | 30 (0)            | 12   | 0      | 0      |
| Sébastien Siani       | Cameroun                         | Milieu de terrain | 21/12/1986        | 2010-2013  | 45 (45)           | 16   | 8      | 1      |
| Jurgen Sierens        | Belgique                         | Gardien de but    | 10/04/1976        | 2010-2011  | 15 (15)           | 0    | 1      | 1      |
| Ebrima Ebou Sillah    | Gambie                           | Attaquant         | 12/04/1980        | 2006-2007  | 14 (14)           | 0    | 3      | 0      |
| Peter Sleven          | Belgique                         | ?                 | 24/07/1979        | 1999-2001  | 3 (0)             | 0    | 0      | 0      |
| Éric Slosse           | Belgique                         | ?                 | 20/09/1969        | 1994-2002  | 167 (0)           | 4    | 28     | 3      |
| Spencer Smolders      | Belgique                         | ?                 | 24/02/1970        | 1994-1995  | 17 (0)            | 4    | 0      | 0      |
| Kristof Snelders      | Belgique                         | Attaquant         | 5/09/1982         | 2004-2006  | 52 (52)           | 4    | 10     | 0      |
| Ibrahim Somé          | République démocratique du Congo | Attaquant         | 24/05/1988        | 2013       | 15 (0)            | 8    | 3      | 2      |
| Valery Sorokin        | Russie                           | Milieu de terrain | 6/01/1985         | 2007-2008  | 15 (15)           | 1    | 2      | 0      |
| Noël Naby Soumah      | Sénégal                          | Milieu de terrain | 21/12/1994        | 2012-2013  | 6 (0)             | 0    | 0      | 0      |
| Martin Sourzac        | France                           | Gardien de but    | 25/03/1992        | 2013-2014  | 33 (0)            | 0    | 3      | 0      |
| Krzystof Stefanski    | Pologne                          | Attaquant         | 19/06/1968        | 1997-1999  | 29 (0)            | 3    | 2      | 0      |
| Kurt Steppe           | Belgique                         | ?                 | 19/09/1972        | 1991-1997  | 135 (0)           | 0    | 25     | 2      |
| Robert Stevens        | Belgique                         | ?                 | 6/07/1950         | 1984-1985  | 0 (0)             | 0    | 0      | 0      |
| Nenad Stojanović      | Serbie                           | Attaquant         | 22/10/1979        | 2006-2007  | 12 (12)           | 1    | 1      | 0      |
| Eloy Suarez-Menendez  | Belgique                         | ?                 | 13/03/1994        | 2012-2014  | 0 (0)             | 0    | 0      | 0      |
| Arnaud Sutchuin       | Belgique                         | Milieu de terrain | 2/05/1989         | 2006-2008  | 12 (12)           | 1    | 1      | 0      |
| Abdoul Karim Sylla    | Guinée                           | Milieu de terrain | 10/01/1981        | 2002-2003  | 10 (0)            | 1    | 1      | 0      |
| Ibrahima Sylla        | Guinée                           | ?                 | 2/08/1973         | 1999-2002  | 32 (0)            | 0    | 2      | 0      |

## T
| Joueur             | Nationalité                      | Position          | Date de naissance | Période(s) | Matches (dont D1) | Buts | Jaunes | Rouges |
| ------------------ | -------------------------------- | ----------------- | ----------------- | ---------- | ----------------- | ---- | ------ | ------ |
| Étienne Tackaert   | Belgique                         | ?                 | ?                 | 1984-1985  | 0 (0)             | 0    | 0      | 0      |
| Patiyo Tambwe      | République démocratique du Congo | Attaquant         | 7/01/1984         | 2011-2012  | 31 (31)           | 6    | 4      | 0      |
| Ibrahim Tankary    | Niger                            | Attaquant         | 24/03/1972        | 2003-2004  | 30 (30)           | 18   | 4      | 0      |
| Jonathan Téhoué    | France                           | Attaquant         | 3/05/1984         | 2006-2007  | 19 (19)           | 5    | 4      | 0      |
| Tom Tetaert        | Belgique                         | Gardien de but    | 22/02/1973        | 1994-1995  | 0 (0)             | 0    | 0      | 0      |
| Davy Theunis       | Belgique                         | ?                 | 28/01/1980        | 2004-2006  | 21 (21)           | 0    | 2      | 0      |
| Kris Thielemans    | Belgique                         | ?                 | 18/05/1977        | 1993-1996  | 25 (0)            | 1    | 0      | 0      |
| Yve Thys           | Belgique                         | ?                 | 1/03/1977         | 2003-2004  | 33 (0)            | 8    | 3      | 0      |
| Nicolas Timmermans | Belgique                         | Milieu de terrain | 4/11/1982         | 2002-2003  | 22 (0)            | 1    | 3      | 0      |
| Adolph Tohoua      | Côte d'Ivoire                    | Milieu de terrain | 9/12/1983         | 2008-2010  | 59 (59)           | 6    | 3      | 0      |
| Fabio Tonini       | Belgique                         | ?                 | 30/05/1993        | 2012-2014  | 0 (0)             | 0    | 0      | 0      |
| Geoffray Toyes     | France                           | Défenseur         | 18/05/1973        | 2008-2010  | 22 (22)           | 0    | 2      | 0      |
| Kévin Tunani       | France                           | ?                 | 16/04/1987        | 2012-2014  | 0 (0)             | 0    | 0      | 0      |
| Marvin Turcan      | France                           | Milieu de terrain | 21/11/1990        | 2009-2010  | 6 (6)             | 0    | 1      | 0      |
| Ahmet Turk         | Maroc                            | ?                 | 8/05/1980         | 2002-2003  | 4 (0)             | 1    | 0      | 0      |

## V
| Joueur                     | Nationalité | Position          | Date de naissance | Période(s) | Matches (dont D1) | Buts | Jaunes | Rouges |
| -------------------------- | ----------- | ----------------- | ----------------- | ---------- | ----------------- | ---- | ------ | ------ |
| Angelo Vaccaro             | Allemagne   | Attaquant         | 4/10/1981         | 2010-2011  | 8 (8)             | 0    | 0      | 0      |
| Danny Van Buggenhout       | Belgique    | ?                 | 2/09/1967         | 1989-1995  | 136 (0)           | 27   | 8      | 0      |
| Alain Van Buyten           | Belgique    | Défenseur         | 24/08/1976        | 2002-2003  | 15 (0)            | 0    | 1      | 0      |
| Peter Van Cleemput         | Belgique    | ?                 | 7/12/1970         | 1998-2003  | 120 (0)           | 9    | 37     | 2      |
| Marc Van Craen             | Belgique    | ?                 | 3/02/1962         | 1990-1992  | 24 (0)            | 0    | 3      | 0      |
| Johnny Van Craenenbroeck   | Belgique    | ?                 | 13/07/1965        | 1988-1990  | 0 (0)             | 0    | 0      | 0      |
| Alexandre Van Damme        | Belgique    | ?                 | 25/02/1976        | 2001-2003  | 31 (0)            | 4    | 3      | 0      |
| Pascal Van Den Boomen      | Belgique    | ?                 | 17/11/1973        | 1992-1994  | 0 (0)             | 0    | 0      | 0      |
| Sébastien Van Den Eynde    | Belgique    | Gardien de but    | 16/12/1992        | 2009-2013  | 26 (26)           | 0    | 0      | 0      |
| Frédéric Van Den Steen     | Belgique    | ?                 | 21/06/1970        | 1997-2001  | 104 (0)           | 20   | 21     | 4      |
| Éric Van Dooren            | Belgique    | ?                 | 8/05/1959         | 1986-1987  | 0 (0)             | 0    | 0      | 0      |
| René Van Doren             | Belgique    | ?                 | 5/01/1962         | 1989-1990  | 0 (0)             | 0    | 0      | 0      |
| Michaël Van Geele          | Belgique    | ?                 | 1/08/1986         | 2010-2011  | 25 (25)           | 1    | 1      | 0      |
| Sven Van Gelder            | Belgique    | ?                 | 1/11/1974         | 1995-1996  | 1 (0)             | 0    | 0      | 0      |
| Jo Van Ginderachter        | Belgique    | ?                 | 17/10/1972        | 1994-1995  | 0 (0)             | 0    | 0      | 0      |
| Mario Van Heuverzwijn      | Belgique    | ?                 | 29/09/1961        | 1988-1989  | 0 (0)             | 0    | 0      | 0      |
| Frédéric Van Houwe         | Belgique    | ?                 | 15/06/1974        | 1992-1994  | 13 (0)            | 0    | 0      | 0      |
| Stephan Van Laere          | Belgique    | ?                 | 21/09/1972        | 2000-2003  | 72 (0)            | 3    | 10     | 0      |
| Henry Van Malder           | Belgique    | ?                 | 22/09/1959        | 1984-1990  | 0 (0)             | 0    | 0      | 0      |
| Jean-Pierre Van Malder     | Belgique    | ?                 | 23/06/1958        | 1984-1987  | 0 (0)             | 0    | 0      | 0      |
| Albert Van Marcke          | Belgique    | ?                 | 20/02/1951        | 1989-1990  | 0 (0)             | 0    | 0      | 0      |
| Michaël Van Ransbeeck      | Belgique    | ?                 | 9/10/1990         | 2009-2011  | 12 (12)           | 0    | 0      | 0      |
| Johan Van Stichel          | Belgique    | ?                 | 6/05/1969         | 1993-1996  | 26 (0)            | 2    | 1      | 0      |
| Guido Van Sweevelt         | Belgique    | ?                 | 8/01/1958         | 1988-1989  | 0 (0)             | 0    | 0      | 0      |
| Alain Van Tuycom           | Belgique    | Gardien de but    | 8/08/1970         | 1989-1991  | 0 (0)             | 0    | 0      | 0      |
| Bert Van Zeebroeck         | Belgique    | ?                 | 28/01/1981        | 1998-2003  | 48 (0)            | 1    | 6      | 0      |
| Olaf Vandael               | Belgique    | ?                 | 25/08/1976        | 2002-2003  | 9 (0)             | 0    | 1      | 0      |
| Pascal Vandegucht          | Belgique    | ?                 | 19/02/1977        | 1997-2001  | 119 (0)           | 25   | 17     | 0      |
| Luc Vandenbosch            | Belgique    | Gardien de but    | 23/03/1967        | 1991-1993  | 13 (0)            | 0    | 0      | 0      |
| Marc Vandenbosch           | Belgique    | ?                 | 26/06/1965        | 1989-1990  | 0 (0)             | 0    | 0      | 0      |
| Rudy Vanderelst            | Belgique    | ?                 | 18/04/1967        | 1988-1989  | 0 (0)             | 0    | 0      | 0      |
| Stephan Vanderheyde        | Belgique    | ?                 | 10/09/1970        | 1992-1993  | 0 (0)             | 0    | 0      | 0      |
| Richard Vanderhulst        | Belgique    | ?                 | 12/02/1965        | 1990-1991  | 29 (0)            | 4    | 3      | 0      |
| Jonas Vandermarliere       | Belgique    | ?                 | 7/03/1986         | 2010-2011  | 30 (30)           | 2    | 3      | 1      |
| Cédric Vandevoorde         | Belgique    | Gardien de but    | 25/03/1981        | 1998-1999  | 0 (0)             | 0    | 0      | 0      |
| Vincent Vandiepenbeeck     | Belgique    | ?                 | 14/12/1984        | 2003-2005  | 15 (15)           | 0    | 3      | 0      |
| Vincent Vanlaethem         | Belgique    | ?                 | 9/07/1969         | 1990-1991  | 1 (0)             | 0    | 0      | 0      |
| Pascal Vanneste            | Belgique    | ?                 | 5/09/1971         | 1990-1991  | 0 (0)             | 0    | 0      | 0      |
| Robert Venken              | Belgique    | ?                 | ?                 | 1984-1985  | 0 (0)             | 0    | 0      | 0      |
| Koenraad Verbraeken        | Belgique    | ?                 | 26/11/1968        | 1995-1998  | 77 (0)            | 15   | 9      | 0      |
| Michel Vercammen           | Belgique    | Gardien de but    | 17/03/1965        | 1984-1989  | 0 (0)             | 0    | 0      | 0      |
| Paul Verdickt              | Belgique    | ?                 | 19/03/1954        | 1984-1986  | 0 (0)             | 0    | 0      | 0      |
| Sven Verdonck              | Belgique    | Défenseur         | 30/01/1988        | 2007-2008  | 8 (8)             | 0    | 1      | 0      |
| Jean-Christophe Vergerolle | France      | Défenseur         | 12/07/1985        | 2012-2013  | 10 (0)            | 0    | 0      | 0      |
| Ewen Verheyden             | Belgique    | Milieu de terrain | 7/04/1980         | 2003-2004  | 19 (19)           | 0    | 1      | 0      |
| Marc Verlinden             | Belgique    | ?                 | 3/03/1962         | 1984-1985  | 0 (0)             | 0    | 0      | 0      |
| Marc Vermeiren             | Belgique    | ?                 | 11/03/1963        | 1992-1998  | 170 (0)           | 24   | 14     | 0      |
| Stef Vernaillen            | Belgique    | ?                 | 15/06/1968        | 1988-1994  | 71 (0)            | 0    | 3      | 0      |
| Maxime Verstappen          | Belgique    | ?                 | 28/02/1989        | 2006-2009  | 5 (5)             | 0    | 0      | 0      |
| Walter Verstraeten         | Belgique    | ?                 | 16/03/1964        | 1990-1991  | 26 (0)            | 6    | 2      | 1      |
| Erik Vertommen             | Belgique    | ?                 | 17/10/1972        | 1992-1997  | 64 (0)            | 1    | 8      | 1      |
| Dalibor Veselinović        | Serbie      | Attaquant         | 21/09/1987        | 2009-2011  | 42 (42)           | 28   | 7      | 1      |
| Vincent Vierendeels        | Belgique    | ?                 | 1/05/1981         | 1998-2000  | 1 (0)             | 0    | 0      | 0      |
| Kristopher Vincente        | Belgique    | ?                 | 6/03/1989         | 2009-2010  | 5 (5)             | 0    | 0      | 0      |
| Alessio Virgone            | Belgique    | ?                 | 25/10/1995        | 2012-2013  | 7 (0)             | 0    | 0      | 0      |
| Vladimir Voskoboinikov     | Estonie     | Attaquant         | 2/02/1983         | 2004-2005  | 8 (8)             | 0    | 2      | 0      |
| Pascal Vyncke              | Belgique    | ?                 | 5/06/1972         | 1993-1994  | 0 (0)             | 0    | 0      | 0      |

## W
| Joueur             | Nationalité | Position          | Date de naissance | Période(s) | Matches (dont D1) | Buts | Jaunes | Rouges |
| ------------------ | ----------- | ----------------- | ----------------- | ---------- | ----------------- | ---- | ------ | ------ |
| Alex Waes          | Belgique    | ?                 | 16/07/1968        | 1995-1997  | 37 (0)            | 5    | 2      | 2      |
| Wim Walschaerts    | Belgique    | Milieu de terrain | 5/11/1972         | 2001-2002  | 31 (0)            | 2    | 4      | 0      |
| Stéphane Wauters   | Belgique    | ?                 | 1/01/1972         | 1990-1992  | 3 (0)             | 0    | 0      | 0      |
| Stéphane Wellemans | Belgique    | ?                 | 12/01/1984        | 2002-2003  | 1 (0)             | 0    | 0      | 0      |
| Micha Werdens      | Pays-Bas    | Attaquant         | 11/06/1971        | 1998-1999  | 19 (0)            | 2    | 0      | 0      |
| Olivier Werner     | Belgique    | Gardien de but    | 16/04/1985        | 2007-2010  | 71 (71)           | 0    | 1      | 0      |
| Alain Westerlinck  | Belgique    | ?                 | 13/06/1968        | 1997-2001  | 101 (0)           | 3    | 27     | 5      |
| Wilfried Wielandts | Belgique    | ?                 | 30/11/1953        | 1984-1989  | 0 (0)             | 0    | 0      | 0      |
| Marc Willems       | Belgique    | ?                 | 22/12/1970        | 1990-1991  | 15 (0)            | 0    | 2      | 0      |
| Ivan Willockx      | Belgique    | Gardien de but    | 12/11/1975        | 2002-2003  | 15 (0)            | 0    | 1      | 0      |
| Laurent Wuillot    | Belgique    | Défenseur         | 11/07/1975        | 2004-2005  | 19 (19)           | 0    | 5      | 0      |

## Y
| Joueur          | Nationalité | Position | Date de naissance | Période(s) | Matches (dont D1) | Buts | Jaunes | Rouges |
| --------------- | ----------- | -------- | ----------------- | ---------- | ----------------- | ---- | ------ | ------ |
| Wesley Yamnaine | Belgique    | ?        | 7/07/1993         | 2013-2014  | 0 (0)             | 0    | 0      | 0      |

## Z
| Joueur          | Nationalité   | Position          | Date de naissance | Période(s) | Matches (dont D1) | Buts | Jaunes | Rouges |
| --------------- | ------------- | ----------------- | ----------------- | ---------- | ----------------- | ---- | ------ | ------ |
| Sofiane Zaaboub | France        | Milieu de terrain | 23/01/1983        | 2005-2006  | 20 (20)           | 1    | 5      | 1      |
| Ilias Zahid     | Belgique      | ?                 | 7/04/1996         | 2012-2013  | 4 (0)             | 0    | 0      | 0      |
| Marko Zec       | Belgique      | ?                 | 13/08/1994        | 2012-2014  | 0 (0)             | 0    | 0      | 0      |
| Anisse Zeriouh  | Belgique      | ?                 | 24/09/1994        | 2013-2014  | 0 (0)             | 0    | 0      | 0      |
| Venance Zézé    | Côte d'Ivoire | Attaquant         | 17/06/1981        | 2004-2005  | 24 (24)           | 1    | 5      | 0      |
| Stéphane Zubar  | France        | Défenseur         | 9/10/1986         | 2007-2008  | 11 (11)           | 0    | 0      | 2      |

### Sources
- (nl) « Liste des joueurs du club », sur Belgian Soccer Database (K. FC Strombeek)
- (nl) « Liste des joueurs du club », sur Belgian Soccer Database (FC Brussels)
- (nl) « Liste des joueurs du club », sur Belgian Soccer Database (RWDM Brussels FC)